# Buljarica
Buljarica (ili Buljarice) este un sat din comuna Budva, Muntenegru. Conform datelor de la recensământul din 2003, localitatea are 160 de locuitori (la recensământul din 1991 erau 183 de locuitori).

## Demografie
În satul Buljarica locuiesc 119 persoane adulte, iar vârsta medie a populației este de 37,3 de ani (35,2 la bărbați și 39,9 la femei). În localitate sunt 48 de gospodării, iar numărul mediu de membri în gospodărie este de 3,33.
|  |

| Demografie | Demografie | Demografie |
| An         | Locuitori  | Locuitori  |
| ---------- | ---------- | ---------- |
|            |            |            |
|            |            |            |
|            |            |            |
|            |            |            |
| 1948       | 262        |            |
| 1953       | 270        |            |
| 1961       | 299        |            |
| 1971       | 398        |            |
| 1981       | 367        |            |
| 1991       | 183        | 175        |
| 2003       | 167        | 160        |

| \| Componența etnică conform recensământului din 2003[2] \| Componența etnică conform recensământului din 2003[2] \| Componența etnică conform recensământului din 2003[2] \| Componența etnică conform recensământului din 2003[2] \| Componența etnică conform recensământului din 2003[2] \| \| ----------------------------------------------------- \| ----------------------------------------------------- \| ----------------------------------------------------- \| ----------------------------------------------------- \| ----------------------------------------------------- \| \| \| \| \| \| \| \| Muntenegreni \| Muntenegreni \| \| 113 \| 70,62% \| \| Sârbi \| Sârbi \| \| 40 \| 25% \| \| necunoscută \| necunoscută \| \| 2 \| 1,25% \| |              |  |     |        |
| Componența etnică conform recensământului din 2003 |              |  |     |        |
| |              |  |     |        |
| Muntenegreni | Muntenegreni |  | 113 | 70,62% |
| Sârbi | Sârbi        |  | 40  | 25%    |
| necunoscută | necunoscută  |  | 2   | 1,25%  |